# 科威特海湾大桥
科威特海湾大桥或称为科威特海湾堤道（阿拉伯语：‎）是科威特的堤道，根据中国的“一带一路”倡议，该堤道的估计建筑价值约为30亿美元，是丝绸之城项目第一阶段的一部分。堤道沿两个方向横跨科威特湾，包括两个项目：连接科威特市和科威特北部的主干线；连接科威特市和多哈的Doha Link。